# (74252) 1998 SS72
(74252) 1998 SS72 – planetoida z pasa głównego asteroid okrążająca Słońce w ciągu 3,55 lat w średniej odległości 2,33 j.a. Odkryta 21 września 1998 roku.